# 青木秋夫
青木 秋夫（あおき あきお、1931年〈昭和6年〉9月15日 - 2021年〈令和3年〉1月1日）は、日本の政治家。前橋市議（1期）、群馬県議（6期）、第70代群馬県議会議長を歴任した。

## 経歴
1931年9月15日、勢多郡桂萱村（現前橋市）で生まれる。1956年、東洋大学社会学部を卒業し、明和高等学校教諭となった。1960年、久保田円次の公設第一秘書となり、その後国務大臣秘書官となった。1967年、前橋市議会議員選挙に無所属で立候補して当選した。1969年7月、任期途中で辞職した。1974年、桐生短期大学講師となった。1983年4月10日、群馬県議会議員選挙に勢多郡選挙区から立候補して初当選を果たし、以後6期務める。この間、1996年10月16日から1997年6月3日まで第70代群馬県議会議長を務めた。2007年4月8日の群馬県議会議会選挙には立候補せずに引退した。2021年1月1日に死去した。

## 発言
- 2007年1月13日、夏に選挙を控える群馬県知事小寺弘之と、推薦を決めた各種団体との連絡会議の初会合に出席して「心から健闘を祈る」と発言した[7][注釈 1]。次期県議選への立候補については「（自分の）党公認を返上することもある」と述べた[7]。しかし、同月18日までに発言を撤回して自民党県連の方針に従う姿勢を表明した[8]。

## 栄典
- 2008年 - 旭日小綬章[9]
- 没後 - 従五位[6]